# وليام بوشبي
كان وليام بوشبي لاعب كرة قدم أسترالي في بورت أديليد.
في عام 1886 سافر بوشبي إلى ملبورن ليلعب مع نادي ملبورن الجنوبي لكرة القدم ضد غيلونغ في 4 سبتمبر.